# Rudilemboides stenopropodus
Rudilemboides stenopropodus är en kräftdjursart som först beskrevs av J. L. Barnard 1959.  Rudilemboides stenopropodus ingår i släktet Rudilemboides och familjen Aoridae. Inga underarter finns listade i Catalogue of Life.